# 奥谷彰男
奥谷 彰男（おくたに あきお、1959年11月1日 - ）は、大阪府高槻市出身の元サッカー審判員（元・国際副審）。現在は日本サッカー協会 (JFA) サッカー1級審判インストラクターを務める傍ら、昇陽中学校・高等学校サッカー部の顧問を務める。

## 来歴・人物
日本体育大学時代はサッカー部でFWとしてプレー。1993年11月に1級審判登録され、当初は副審、1998年からは主に主審としてJリーグを中心に審判活動する。本業は大阪府立高校の保健体育科教諭で、大阪府立大冠高等学校、大阪府立槻の木高等学校のサッカー部顧問を経て2017年4月から大阪府立高槻北高等学校の校長を務め、同校の公式サイトで「奥谷通信」としてブログを始め、2020年3月末をもって定年退職した。
スキンヘッドの風貌からピエルルイジ・コッリーナに因んで「和製コッリーナ」と呼ばれることもあったが、カードが多い、不可解な判定が多くかつあからさまなアウェー寄りの判定になりがちというジャッジ上の難点があったため、「偽コッリーナ」というあだ名が付くようになってしまった。また「今日の試合で一番目立ったのは主審（奥谷）だった」と言われてしまう事も少なくない。また試合中に熱くなってしまった選手が思わず「ハゲ」と罵ってしまい、その選手を退場させた例が何度かある。その中には自分に対して「ハゲ」と言ったつもりの暴言が実際は副審を務めた廣嶋禎数へのものだったという例もあり、これに対しても退場処分を課した。
2003年J1 2ndステージ第11節横浜F・マリノス対セレッソ大阪戦では、試合開始後7-8分のわずか2分間に3枚のイエローカードを提示し、最終的にこの試合はイエローカード12枚、退場者1名を出す大乱戦になってしまった。これは該当節の直前の日に行われたJリーグのレフェリー会議にて「ファウルを厳しく取り締まるように」という通達が出ていたためでもあったが、ルールを厳格に適用し過ぎてしまい、逆に試合を荒らしてしまった例と言える。ただし、日本サッカー協会チーフ審判インストラクターのレスリー・モットラムは、そのジャッジを評価していた。
2010年12月3日、日本サッカー協会より2010年シーズン限りでの審判引退が発表された。最終出場は翌12月4日のセレッソ大阪対ジュビロ磐田戦。
17年間の通算記録はJ1レフェリー：155試合、J1アシスタントレフェリー：52試合、J2レフェリー：30試合、J2アシスタントレフェリー：0試合である。

## 指導歴
- 大阪府立大冠高等学校 サッカー部
- 大阪府立槻の木高等学校 サッカー部
- 昇陽中学校・高等学校 サッカー部